# Искитим
Искитим (на руски: Искитим) е град в Русия, административен център на Искитимски район, Новосибирска област. Населението на града към 1 януари 2018 година е 56 602 души.

## История
Селището е основано през 1717 година, през 1938 година получава статут на град.